# Benitachell (ort i Spanien)
Benitachell är en ort i Spanien. Den ligger i provinsen Provincia de Alicante och regionen Valencia, i den östra delen av landet, 400 km sydost om huvudstaden Madrid. Benitachell ligger 153 meter över havet och antalet invånare är 3 630.
Terrängen runt Benitachell är huvudsakligen kuperad, men åt nordost är den platt. Havet är nära Benitachell åt sydost.Närmaste större samhälle är Denia, 12,4 km norr om Benitachell. 